# Elektronisk fartspärr
En elektronisk fartspärr är en komponent i styrsystemet hos till exempel en förbränningsmotor som stryper accelerationen när en viss maximalt tillåten fart är uppnådd.
Fartspärrar finner man oftast i högpresterande tyska bilar, så som Audi, BMW, Mercedes och Volkswagen. Biltillverkaren Porsche använder sig dock inte av fartspärrar.